# Coppa dei Campioni 1967-1968 (hockey su pista)
La Coppa dei Campioni 1967-1968 è stata la 3ª edizione della massima competizione europea di hockey su pista riservata alle squadre di club.
Il torneo ha avuto inizio il 18 novembre 1967 e si è concluso il 6 aprile 1968.
Il titolo è stato conquistato dal Reus Deportiu per la seconda volta nella sua storia.

## Squadre partecipanti
| Nazione        | Club          | Città         | Qualificazione                                             |
| -------------- | ------------- | ------------- | ---------------------------------------------------------- |
| Francia        | Gujan-Mestras | Gujan-Mestras | 1º nel campionato francese 1967, campione di Francia       |
| Germania Ovest | Hüls          | Krefeld       | 1º nel campionato tedesco 1967, campione di Germania Ovest |
| Italia         | Triestina     | Trieste       | 1º in Serie A 1967, campione d'Italia                      |
| Paesi Bassi    | Residentie    | L'Aia         | 1º in 1ª Klasse 1967, campione dei Paesi Bassi             |
| Portogallo     | Benfica       | Lisbona       | 1º in 1ª Divisão 1967, campione del Portogallo             |
| Spagna         | Mataró        | Mataró        | Detentore della Coppa del Generalissimo 1967               |
| Spagna         | Reus Deportiu | Reus          | Detentore della Coppa dei Campioni 1966-1967               |

## Risultati

### Quarti di finale
| Squadra 1 | Totale | Squadra 2     | Andata | Ritorno |
| --------- | ------ | ------------- | ------ | ------- |
| Hüls      | 4 - 19 | Residentie    | 2 - 8  | 2 - 11  |
| Triestina | 7 - 1  | Gujan-Mestras | 5 - 0  | 2 - 1   |
| Benfica   | 5 - 6  | Mataró        | 4 - 3  | 1 - 3   |

### Semifinali
| Squadra 1     | Totale | Squadra 2  | Andata | Ritorno |
| ------------- | ------ | ---------- | ------ | ------- |
| Reus Deportiu | 3 - 2  | Mataró     | 3 - 1  | 0 - 1   |
| Triestina     | 9 - 2  | Residentie | 6 - 0  | 3 - 2   |

### Finale
| Squadra 1 | Totale | Squadra 2     | Andata | Ritorno |
| --------- | ------ | ------------- | ------ | ------- |
| Triestina | 2 - 8  | Reus Deportiu | 0 - 2  | 2 - 6   |